# Sami Hyypiä
Sami Tuomas Hyypiä (Porvoo, 7 de outubro de 1973) é um treinador e ex-futebolista finlandês.
Atualmente está sem clube.

## Carreira
Hyypiä foi zagueiro e jogou dez anos pelo Liverpool da Inglaterra, entre 1999 a 2009, chegando a tornar-se capitão da equipe.
A partir da temporada 2009-10, Hyypiä passou a defender as cores do Bayer Leverkusen, na Bundesliga. O Bayer foi seu último clube. No dia 2 de maio de 2011, Sami anunciou a aposentadoria de sua carreira profissional.
No próprio Bayer iniciou sua carreira de treinador ao substituir Robin Dutt em abril de 2012, dividindo o comando técnico com Sascha Lewandowski.
Permaneceu no comando da equipe até 5 de abril de 2014.

## Títulos
MyPa
- Copa da Finlândia: 1992 e 1995

Liverpool
- Liga dos Campeões: 2004-05
- Copa da UEFA: 2000–01
- Supercopa Européia: 2001 e 2005
- Copa da Inglaterra: 2001 e 2006
- Copa da Liga Inglesa: 2001 e 2003
- Supercopa da Inglaterra: 2001 e 2005

### Prêmios Individuais
- Futebolista Finlandês do Ano: 1999, 2001, 2002, 2003, 2005 e 2006
- Esportista Finlandês do Ano: 2001
- Escolha da UEFA Time do Ano: 2001